# Whitman Mayo
Whitman Mayo est un acteur américain né le 15 novembre 1930 à New York, New York (États-Unis), décédé le 22 mai 2001 à Atlanta (Géorgie).

## Filmographie
- 1966 : The Black Klansman (en) de Ted V. Mikels : Alex
- 1975 : Grady (en) (série télévisée) : Grady Wilson
- 1977 : The Sanford Arms (série télévisée) : Grady Wilson
- 1978 : Starsky et Hutch : Jeeter (Saison 3, Épisode 13)
- 1979 : Arnold et willy : Jethro Simpsons (Saison 2, Épisode 7 & 8)
- 1979 : Tendre Combat (The Main Event) d'Howard Zieff : Percy
- 1981 : Of Mice and Men (TV) : Crooks
- 1983 : The Best of Times (série télévisée) : Howlin' Joe
- 1983 : D.C. Cab de Joel Schumacher : Mr. Rhythm
- 1985 : The Grand Baby (TV)
- 1985 : Hell Town (en) (TV) : One Ball
- 1985 : Hell Town (en) (série télévisée) : One Ball
- 1988 : The Van Dyke Show (série télévisée) : Doc Sterling
- 1990 : This Old Man : Old Man
- 1991 : La Loi de la rue (Boyz n the Hood) : The Old Man
- 1992 : You Must Remember This (TV) : Jesse
- 1992 : Final Shot: The Hank Gathers Story (TV) : Nick
- 1993 : The Seventh Coin : Coin Shop Owner
- 1996 : The Cape (TV) : Sweets (owner of the Moonshot Bar & Grill)
- 1996 : Les Héros de Cap Canaveral ("The Cape") (série télévisée) : Sweets (owner of the Moonshot Bar & Grill)
- 1999 : Waterproof : Sugar
- 2001 : Boycott (TV) : Reverend Banyon